# Van Karnebeekstraat
De Van Karnebeekstraat is een straat in de Van Tijenbuurt in de Amsterdamse wijk Geuzenveld en loopt van de Troelstralaan naar het einde van de bebouwing van de stad en gaat ter hoogte van het Park de Kuil over in de Nico Broekhuysenweg, tot de Bok de Korverweg een fiets en voetpad.   

## Geschiedenis
De straat is bij een raadbesluit van 11 juli 1953 vernoemd, en dat is vrij bijzonder, niet naar een maar naar twee personen namelijk  jhr. mr. Abraham van Karnebeek (1836-1925) en diens zoon jhr. mr. dr. Herman van Karnebeek (1874-1942), beiden minister van Buitenlandse Zaken en beiden telg uit het geslacht Van Karnebeek.
De straat werd aangelegd in 1957 en begon oorspronkelijk bij de Nolensstraat bij een daar aanwezige rolschaatsbaan. Aan de noordzijde kende de straat oorspronkelijk de door Willem van Tijen ontworpen portiekflats en bejaardenwoningen. Voorbij een pleintje waar de Aalbersestraat begon stonden alleenstaande woningen. Al deze woningen hadden echter een huisnummer aan een van de zijstraten. Het laatste stuk aan de noordkant en alle woningen aan de zuidkant zijn eengezinswoningen ook ontworpen door Willem van Tijen met een vijftal winkels op elke hoek die echter tegenwoordig niet meer als zodanig worden gebruikt maar een andere bestemming hebben.  
In de tweede helft van de jaren 2000 werden na 50 jaar de portiekflats, bejaardenwoningen en alleenstaande woningen in fases gesloopt en grotendeels vervangen door nieuwbouw. Het Jasper Warnerhof waar twee portiekflats werden gesloopt verdween hierbij waarbij de Van Karnebeekstraat werd doorgetrokken tot de Troelstralaan. De nieuwbouw heeft hierbij echter een huisnummer aan een van de zijstraten. Door de crisis in de bouw werd echter een deel van de voorziene nieuwbouw pas later gerealiseerd dan voorzien en lag dit terrein nog langere tijd braak. De eengezinswoningen werden in tegenstelling tot de portiekflats echter niet gesloopt maar grotendeels behouden en gerenoveerd.

## Atelierwoningen

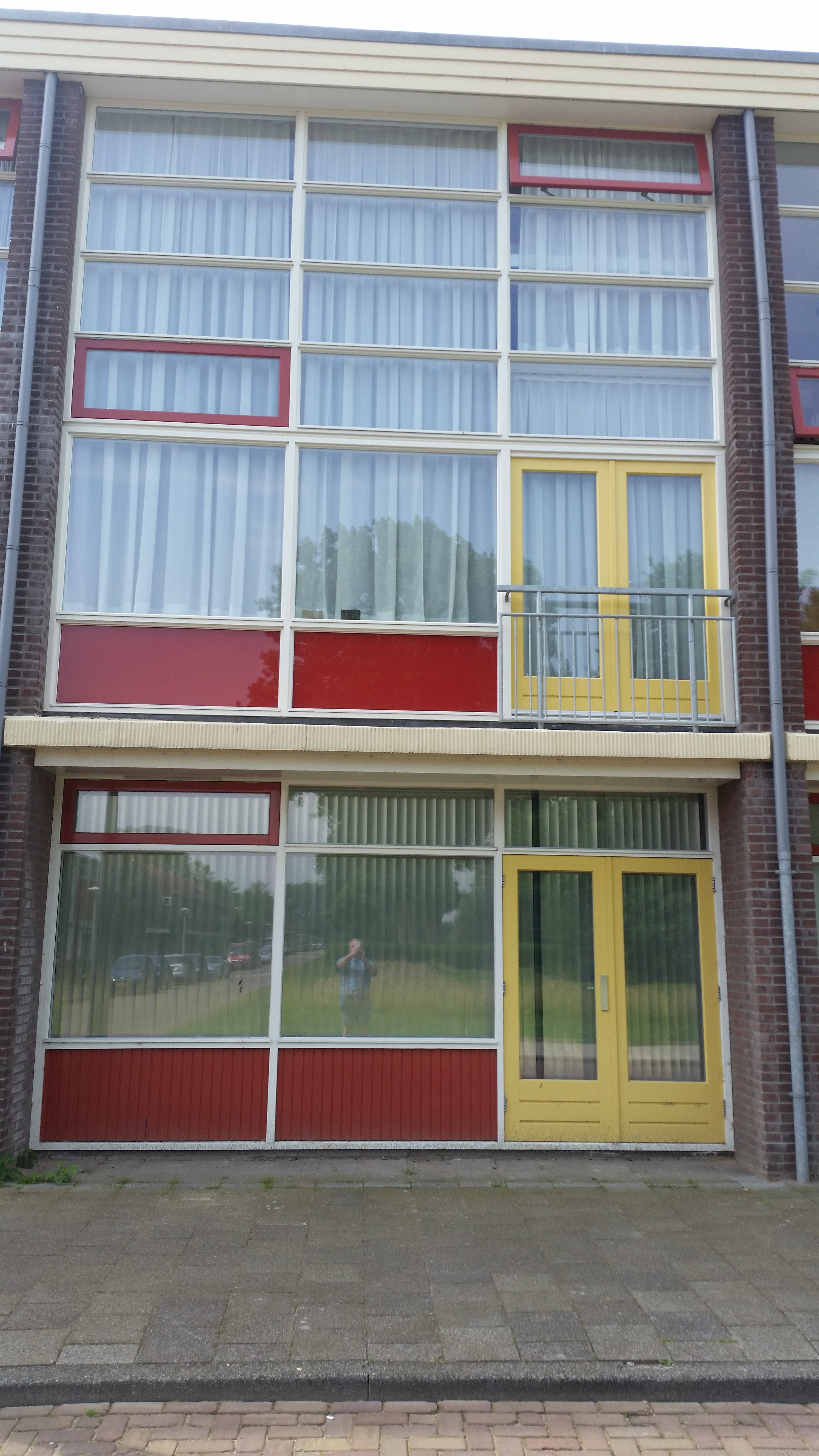
Detailfoto van een atelierwoning (juni 2018)

Aan het eind van de straat bij en in het Willem Mulierhof is in 1959 een blok met zes atelierwoningen gebouwd ook naar een ontwerp Willem van Tijen in samenwerking met M. Boom en J. Posno. Deze woningen Van Karnebeekstraat 97-119 hebben drie bouwlagen waarbij werd gestreefd om wonen en werken onder één dak onder te brengen. De ateliers op de begane grond zijn met een deur aan de straat toegankelijk terwijl het woongedeelte op de twee hogere lagen via een open galerij aan de achterzijde bereikbaar is. Hierdoor konden aanvankelijk de ateliers apart van de woningen worden verhuurd. De  woonkamer en slaapkamer zijn met een tussenverdieping van elkaar gescheiden. Aan de kant van de straat hebben de atelierwoningen veel glas en valt er veel licht binnen in het atelier. Aan de achterkant zijn de ramen kleiner voor de privacy en bevindt zich een tuin. Het blok werd in 2011 bestempeld als gemeentelijk monument (nummer 225007). Deze atelierwoningen zijn van een zeldzaam type en ook opgenomen in Top 100 van Amsterdamse naoorlogse monumenten van het Amsterdamse Bureau Monumenten & Archeologie. Daarom kwamen ze net als de laagbouw in aanmerking voor renovatie. De gegeven coördinaten zijn van het blok.